# Birgit Peter
Birgit Peter, född den 27 januari 1964 i Potsdam i Tyskland, är en östtysk och därefter tysk roddare.
Hon tog OS-guld i scullerfyra i samband med de olympiska roddtävlingarna 1992 i Barcelona.